# 巴克斯波特 (緬因州)
巴克斯波特（英語：Bucksport）是一個位於美國緬因州漢考克縣的市鎮。

## 人口
根據2020年美國人口普查的數據，巴克斯波特的面積為146.41平方千米，當中陸地面積為133.49平方千米，而水域面積為12.92平方千米。當地共有人口4944人，而人口密度為每平方千米34人。